# Облога Опочки (1517)
Облога Опочки — подія московсько-литовської війни 1512—1522 років. Польсько-литовська армія під проводом переможців в битві під Оршею — Костянтина Острозького, Юрія Радзивілла і Януша Сверчовського — обложила в ході кампанії 1517 року фортецю Опочку, що належала Московській державі.

## Початок облоги та штурм фортеці
Похід 10-тисячної польсько-литовської армії, розпочатий з Полоцька, мав на меті спустошити Північно-Західну Русь, яка на той момент була слабо захищена через перебування основної частини московських військ на степових кримських рубежах. Литовські війська планували взяти Псков і змусити Московську державу заключити перемир'я на почесних і вигідних для Великого князівства Литовського і Польського королівства умовах.

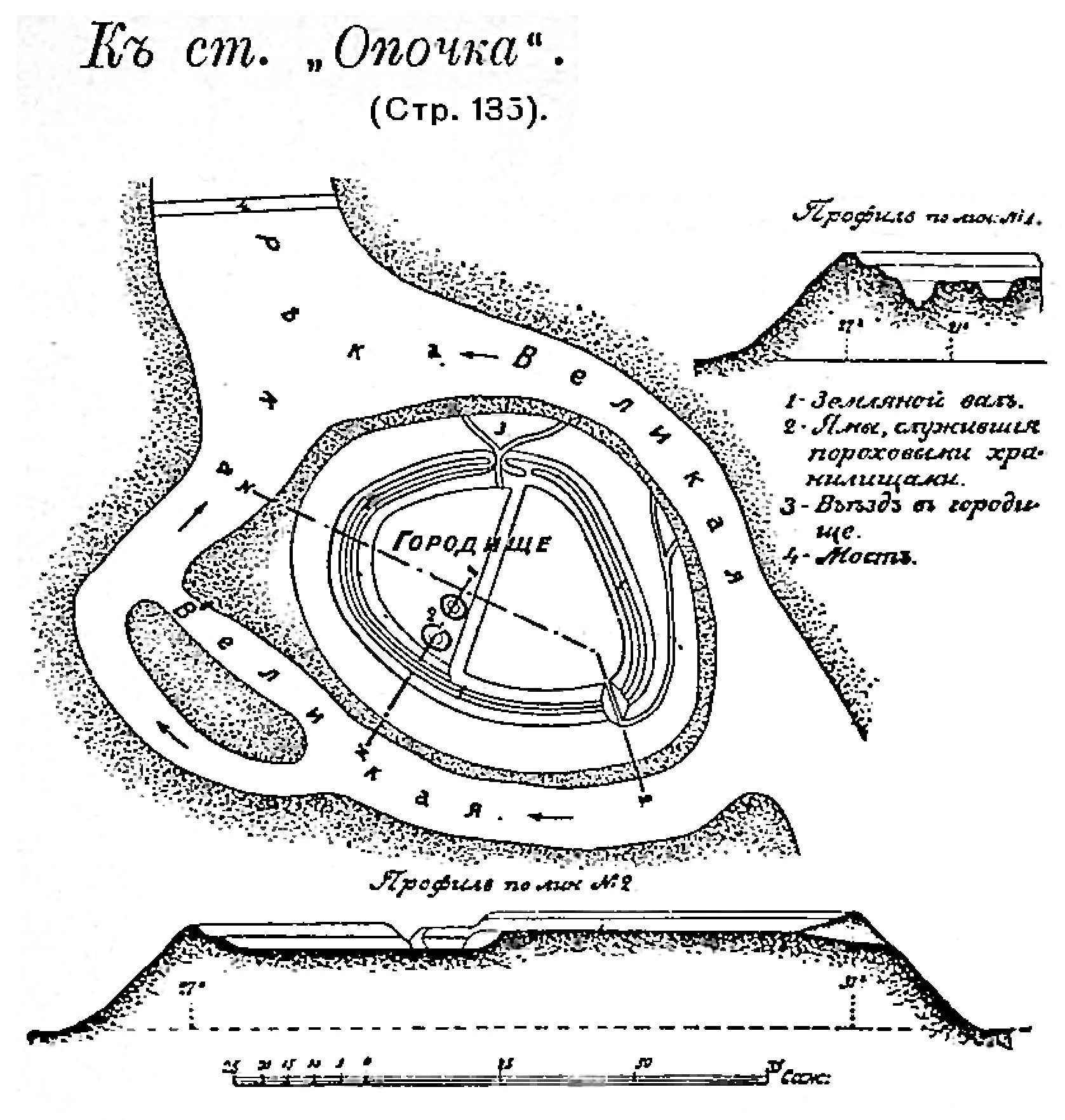
план фортеці

20 вересня військо Острозького, в якому за даними літопису складалися «багатьох земель люди, чахі, ляхи, угрів, литва і німці», підступило до Опочки та почали облогу. Сама Опочка розташовувалася на острівці на високому пагорбі — кручі підіймалися прямо з води. Окружність дерев'яно-земляних стін не перевищувала всього 200 сажнів. За даними історика Олексія Лобіна, у фортеці було місце всього для однієї-півтори сотні воїнів.
6 жовтня польсько-литовські війська почали штурм, але, зазнавши серйозних втрат, були відбиті московським гарнізоном, очолюваним воєводою Василем Салтиковим-Морозовим. Як писав єпископ Томіцький, при штурмі загинуло 60 осіб, в тому числі відомий воєвода Сокіл, а 1400 осіб було поранено. Псковський літописець повідомляє: «і побиша багато безліч людей королева війська … і воєводу їх болшого Лядської раті Сокола убиша а прапор його взяша». У літописі говориться про використання обложеними каменів, таких собі «катків великих» і «слонів». Швидше за все йшлося про бочки, начинені каменем і запальним складом, які наносили каліцтва штурмовикам. Також Олексій Лобін вважає, що невеликий гарнізон Опочки міг вдатися під час нападу до такої ж хитрості, як і під час облоги Опочки Вітовтом в 1426 році. Тоді опочани під підвісним мостом вбили в воді кілки та під час нападу на фортецю обрубали кріплення. Після невдалого штурму сам король Сигізмунд I назвав Опочку «Бісовим селом».
Невдачу під час облоги Опочки пояснюють неузгодженими діями з боку польського війська. Ян Сверчовський, бажаючи слави, розпочав штурм фортеці без згоди Великого гетьмана Острозького. В результаті його війська були розбиті.

## Перемога над польсько-литовськими військами
Після цього гарнізон зміг зробити ряд несподіваних вилазок, внісши розлад в ряди облягаючих, і дочекатися підкріплення. До Опочки підійшли загони князів Федора Оболенського-Телепнева та Івана Ляцького, яким вдалося розбити ворога і підкріплення з 4 тисяч осіб. Всього в цьому бою було знищено понад 4 тисяч польсько-литовських вояків, багато хто потрапив в полон. Через наближення з боку Великих Лук сил князя Олександра Ростовського і з Вязьми Василя Шуйського війська Острозького були змушені відступити й безславно повернутися назад в Полоцьк, кинувши під Опочкою стінобитні гармати та обоз. За словами Карамзіна, московити «загладили сором Оршанської битви, поклавши на Костянтина знамення втікача». При відступі багато литовських та польських воїнів було убито під натиском російських загонів, які їх переслідували.

## Наслідки
Поразка під Опочкою не завадила Ягеллонській пропаганді поширити по всій Європі переможні реляції, заявляючи про знищення 20 тисяч «московитів».
Похід виснажив фінансові можливості Литовської держави та поставив крапку в спробах змінити хід війни. Тим часом Московська держава як і раніше зберігало здатність здійснювати великомасштабні вторгнення на литовську територію. Так, князь Михайло Кубенський і боярин Михайло Плещеєв розорили околиці Вітебська і Вільни, навівши страх на жителів литовської столиці. Тому на переговорах, що почалися за посередництвом німецького посла Зиґмунда Герберштейна московська сторона займала тверду позицію — Василь III відмовлявся повертати Смоленськ.
Ще одним результатом кампанії 1517 року став союз великого магістра Лівонії з Московською державою.